# Nelson Vails
Nelson Beasley Vails  (ur. 13 października 1960 w Nowym Jorku) – amerykański kolarz torowy, wicemistrz olimpijski oraz wicemistrz świata.

## Kariera
Pierwszym sukcesem w karierze Nelsona Vailsa było zdobycie złotego medalu w sprincie indywidualnym podczas igrzysk panamerykańskich w Caracas w 1983 roku. Rok później wystartował na igrzyskach olimpijskich w Los Angeles, gdzie w tej samej konkurencji zdobył srebrny medal, ulegając jedynie swemu rodakowi Markowi Gorskiemu. Ponadto na mistrzostwach świata w Bassano w 1985 roku wspólnie z Lesliem Barczewskim zdobył srebrny medal w wyścigu tandemów. W zawodach tych Amerykanie ulegli jedynie czechosłowackiej parze Vítězslav Vobořil i Roman Řehounek.